# The Stanley Brothers
Pour les articles homonymes, voir Stanley.
The Stanley Brothers est un duo américain de musiciens bluegrass composé des frères Carter et Ralph Stanley, originaires de l’État de Virginie. Créateurs et leaders du groupe des Clinch Mountain Boys, ils commencent à connaître le succès à la fin des années 1940. La mort de Carter en 1966 marque la fin du groupe, mais Ralph continue seul son parcours de musicien.
En 2000, Ralph Stanley chante dans le film des frères Coen O’Brother, ce qui relance encore une carrière déjà remarquable, et lui vaut un Grammy Award. Il annonce en 2013, à l'âge de 86 ans, qu'il entame une dernière tournée avant de mettre fin en décembre 2014 à sa longue carrière. Il meurt en juin 2016.